# Tuberocreagris
Genre
Tuberocreagris est un genre de pseudoscorpions de la famille des Neobisiidae.

## Distribution
Les espèces de ce genre sont endémiques des États-Unis. Elles se rencontrent en Caroline du Nord, en Virginie, au Maryland et à Washington.

## Liste des espèces
Selon Pseudoscorpions of the World (version 3.0) :
- Tuberocreagris lata (Hoff, 1945)
- Tuberocreagris rufula (Banks, 1891)

## Publication originale
- Ćurčić, 1978 : Tuberocreagris, a new genus of pseudoscorpions from the United States (Arachnida, Pseudoscropiones, Neobisiidae). Fragmenta Balcanica Musei Macedonici Scientiarum Naturalium, vol. 10, n. 13, p. 111-121.